# Francisco Villa Segunda Fracción
Francisco Villa Segunda Fracción är en ort i Mexiko.   Den ligger i kommunen Tezonapa och delstaten Veracruz, i den sydöstra delen av landet, 260 km öster om huvudstaden Mexico City. Francisco Villa Segunda Fracción ligger 939 meter över havet och antalet invånare är 239.
Terrängen runt Francisco Villa Segunda Fracción är varierad. Runt Francisco Villa Segunda Fracción är det ganska tätbefolkat, med 100 invånare per kvadratkilometer. Närmaste större samhälle är Cuitláhuac, 18,7 km nordost om Francisco Villa Segunda Fracción. I omgivningarna runt Francisco Villa Segunda Fracción växer i huvudsak städsegrön lövskog.